# Tavaris Tate
Tavaris Tate (ur. 21 grudnia 1990) – amerykański lekkoatleta specjalizujący się w biegach sprinterskich.
W 2009 zdobył dwa medale podczas panamerykańskich mistrzostw juniorów w Port-of-Spain. Wraz z kolegami z reprezentacji został w 2010 halowym mistrzem świata w biegu rozstawnym 4 x 400 metrów. Latem w tym samym roku zdobył dwa złote medale młodzieżowych mistrzostw NACAC, amerykańska sztafeta 4 x 400 metrów w składzie LaJerald Betters, O'Neal Wilder, Joey Hughes i Tate ustanowiła podczas tych zawodów najlepszy rezultat w tej konkurencji na świecie w sezonie 2010.
Wielokrotny medalista mistrzostw NCAA, halowy wicemistrz Stanów Zjednoczonych w biegu na 400 metrów (2011).
Rekordy życiowe w biegu na 400 metrów: stadion – 44,84 (26 czerwca 2010, Des Moines); hala – 45,80 (12 lutego 2010, Fayetteville).